# Bataillon 316
Das Bataillon 316 oder spanisch Batallón 316 (andere Namen: Special Investigations Branch (DIES) (1982–1983), Intelligence Battalion 3-16 (von 1982 oder 1984 bis 1986), Intelligence and Counter-Intelligence Branch (seit 1987)) war der Name einer Einheit der honduranischen Armee, die für politische Attentate auf, und Folter von Oppositionellen oder Verdächtigen im Auftrage der Regierung verantwortlich war. Diese Taten wurden während der 1980er Jahre begangen.
Mitglieder der Einheit wurden durch die Vereinigten Staaten trainiert und unterstützt. Agenten der Central Intelligence Agency trainierten sie in Honduras und in Stätten der US-Armee in den USA. Bataillon 601 (einschließlich Ciga Correa), das mit dem chilenischen Geheimdienst DINA bei der Ermordung General Carlos Prats’ zusammenarbeitet hatte, hatte mit Mohamed Alí Seineldín, von der argentinischen Argentinischen Antikommunistischen Allianz trainiert. Mindestens 19 Mitglieder des Bataillons 3-16 wurden auf der School of the Americas ausgebildet. Mitglieder des Bataillons 3-16 wurden auch von Augusto Pinochets Chile trainiert.
Der Name steht dafür, dass die Einheit drei Militäreinheiten und sechzehn Bataillonen der honduranischen Armee gedient hat. Die Reorganisation der Einheit unter dem Namen „Batallón de Inteligencia 3-16“ ist General Gustavo Adolfo Álvarez Martínez zuzuschreiben.

## 1980er Jahre
Der Menschenrechtsorganisation Komitee der Familienangehörigen der verhafteten Verschwundenen in Honduras (COFADEH) zufolge, wurde das Bataillon 3-16 1979 unter dem Namen "Gruppe der 14" gegründet. 1982 wurde es in "Spezielle Untersuchungseinheit" (DIES)" umbenannt und von "Señor Diez (Mr. Ten)" kommandiert.
Laut einem Bericht der National Commissioner for Human Rights in Honduras wurde die Einheit 1982 (laut COFADEH erst 1984) in „Intelligence Battalion 3-16“ umbenannt. Die Reorganisation und Umbenennung der Einheit unter dem Namen „Intelligence Battalion 3-16“ ist auf eine Initiative von General Gustavo Adolfo Álvarez Martínez zurückzuführen.
Zwischen 1987 und 2002 wurde sie „Intelligence and Counter-Intelligence Branch“. genannt.

### Verbindung mit Argentinien
Gustavo Alvarez Martínez, der zu dieser Zeit Oberst war, studierte am Colegio Militar de la Nación (argentinische Militärschule) und machte seinen Abschluss 1961. Ende 1981, als während des schmutzigen Krieges in Argentinien, bei dem 30.000 Argentinier verschwanden trainierten mehr als 150 argentinische Offiziere in Honduras. Dieses Training lief unter dem Codenamen Operation Charly und fand in Trainingsorten in  Lepaterique (Departamento Francisco Morazán) und Quilalí (Departamento Nueva Segovia) statt.  Der US-Geheimdienst Central Intelligence Agency übernahm die Ausbildung nach Argentiniens Niederlage im Falklandkrieg, dennoch blieben argentinische Offiziere  bis 1984-1986 in Honduras.
Die berüchtigte argentinische Folterschule ESMA schickte Ausbilder nach Honduras, einschließlich Roberto Alfieri González, der in der Nationalgarde El Salvador, als auch der Guatemalas und Honduras’ diente.

### Verbindung mit den USA
Die CIA spielte eine wichtige Rolle in der Ausbildung, der Finanzierung und der Ausrüstung des Bataillons 3-16. US-Botschafter in Honduras war während dieser Zeit John Negroponte, der sich häufig mit General Gustavo Alvarez Martínez traf.
Ehemals unter Verschluss gehaltene US-Dokumente zeigen, dass Negroponte Telegramme erhalten und verschickt hatte, die seine Mitwisserschaft bei schweren Menschenrechtsverletzungen dokumentieren. Das National Security Archive beweist „reporting on human rights atrocities“ (Berichte zu Menschenrechtsverletzungen) durch das Bataillon 3-16. Weiterhin haben Negropontess Nachrichten keinerlei Proteste erkennen lassen oder die Bereitschaft, über das Thema zu diskutieren. Während Negropontes Treffen mit General Alvarez und Präsident Robert Suazo waren die Menschenrechtsverletzungen kein Thema. Negroponte berichtete Washington nicht von den Menschenrechtsverletzungen.

## 1990er
2002 behauptete COFADEH, dass viele pensionierte Bataillon-3-16-Mitglieder Schlüsselpositionen in der Ausbildung von Polizisten und Geheimpolizisten hätten

## 2000er
Das CODEH behauptete, dass sieben Ex-Mitglieder des 3-16 (Billy Joya, Alvaro Romero, Erick Sánchez, Onofre Oyuela Oyuela, Napoleón Nassar Herrera, Vicente Rafael Canales Nuñez, Salomón Escoto Salinas und René Maradianga Panchamé) Mitte 2006 wichtige Positionen in der Verwaltung von Präsident Manuel Zelaya innehatte.
Nach dem Putsch 2009, bei dem Zelaya von Militärs entmachtet und aus dem Lande gejagt wurde, behauptete Zelaya, dass das Bataillon 3-16 unter Führung von Joya wieder tätig sei. Joya war unter dem De-facto-Präsidenten Roberto Micheletti dessen Berater. Zelaya warf "Billy" Fernando Joya Améndola vor, wieder Folter anzuwenden.".

## Anfragen auf Akteneinsicht
Am 3. Dezember 1996 forderten Mitglieder des United States Congress, einschl. Tom Lantos, Joseph Kennedy (nicht mit John F. Kennedy verwandt), Cynthia McKinney, Richard J. Durbin, John Conyers und andere Präsident Bill Clinton auf, die Akten, die Menschenrechtsverletzungen in Honduras beträfen, komplett offenzulegen. Die Abgeordneten behaupteten, dass die US-Regierung geholfen habe, das Bataillon 3-16 zu gründen, auszubilden und auszurüsten, welches in den 1980er Jahren verantwortlich sei für die Entführung, Folterung, Ermordung und das Verschwindenlassen von mindestens 184 honduranischen Studenten. Professoren, Journalisten, Menschenrechtsaktivisten und anderen."